# Philarius imperialis
Philarius imperialis is een garnalensoort uit de familie van de Palaemonidae. De wetenschappelijke naam van de soort is voor het eerst geldig gepubliceerd in 1940 door Kubo.